# Mays Hill, New South Wales
Mays Hill este o suburbie în Sydney, Australia.